# Nela Obarska
Nela Obarska (ur. 7 listopada 1951) – polska aktorka i śpiewaczka operetkowa. 

## Życiorys
Absolwentka II Liceum Ogólnokształcącego w Poznaniu i Akademii Muzycznej im. Ignacego Jana Paderewskiego. 
Solistka Operetki Warszawskiej w latach 1976–1992.

## Filmografia
- 2006: Magda M.
- 2006: Ja wam pokażę!
- 2005: Plebania
- 2004: M jak miłość
- 2002–2007: Samo życie
- 1997–2007: Klan
- 1980: Ćma

## Ważniejsze sztuki teatralne
- „Rose Marie”, Firml
- „Wesoła wdówka”, Lehar
- „Bal w Savoyu”, Abraham
- „Wiktoria i jej Huzar”, Abraham
- „My Fair Lady”, Loewe
- „Wesołe kumoszki z Windsoru”, Nicolai